# Malý Horeš
Malý Horeš (em húngaro: Kisgéres) é um município da Eslováquia, situado no distrito de Trebišov, na região de Košice. Tem 19,21 km² de área e sua população em 2018 foi estimada em 1.100 habitantes.

## Demografia
| Ano:        | 1994 | 2004   | 2014   | 2024   |
| ----------- | ---- | ------ | ------ | ------ |
| Broj ljudi: | 1178 | 1112   | 1113   | 1068   |
| Razlika:    |      | -5,60% | +0,08% | -4,04% |

| Ano:               | 2023 | 2024   |
| ------------------ | ---- | ------ |
| Número de pessoas: | 1073 | 1068   |
| Diferença:         |      | -0,46% |